# Ижорец (тип судов)
«Ижорец» — тип буксирных пароходов постройки Усть-Ижорской опытно-показательной электроверфи, позднее «завода № 363», Наркомата оборонной промышленности Союза ССР.
Материал корпуса — сталь. Серийно строились в довоенное время начиная с 1934 года. Многие из данных судов известны своим участием в Великой Отечественной войне, в том числе и в роли тральщиков, канонерских лодок и сторожевых кораблей.

## Наиболее известные суда
Наиболее известные буксирных пароходы типа «Ижорец», в скобках именное наименование:
- Ижорец-1 («Яков Воробьев»). Построен в 1934 г. Буксир Беломорско-Онежского пароходства.
- Ижорец-2 («Кингисепп»). Построен в 1934 г. Участвовал в Великой Отечественной войне в качестве буксира.
- Ижорец-3 Построен в 1934 г. СЗРП, Череповец
- Ижорец-4. Буксирный пароход Северо-Западного речного пароходства. Участвовал в Великой Отечественной войне. Затерт льдом на Ладоге 20 ноября 1944 г.
- Ижорец-5. Буксир Северо-Западного речного пароходства. Во время Великой Отечественной войны работал на Ладожском озере , обеспечивая доставку грузов в Ленинград [2]
- Ижорец № 7. Буксир Северо-Западного речного пароходства. Во время Великой Отечественной войны работал на Ладожском озере , обеспечивая доставку грузов в Ленинград [2]
- Ижорец-8. Буксир Северо-Западного речного пароходства. Во время Великой Отечественной войны получил название «Кореджи» работал на Ладожском озере , обеспечивая доставку грузов в Ленинград. Впоследствии работал на Белом озере. Установлен в качестве экспоната музея «Дорога жизни» в Осиновце[3].
- Ижорец-9. Буксирный пароход Северо-Западного речного пароходства. Участвовал в Великой Отечественной войне. В августе 1941 г. мобилизован и зачислен в состав кораблей отряда Ильменского озера в качестве канонерной лодки. С октября 1941 г. разоружен, работал буксиром Ладожской военной флотилии. Затерт льдом на Ладоге 20 ноября 1944 г.[4].
- Ижорец-10. Буксирный пароход Северо-Западного речного пароходства. Участвовал в Великой Отечественной войне. Затерт льдом на Ладоге 20 ноября 1944 г.
- Ижорец-11 («Чапаев») Буксир Беломорско-Онежского пароходства. Построен в 1935г. Участвовал в Великой Отечественной войне в качестве канлодки Краснознаменного Балтийского флота. После войны приписан к Пиндушской ремонтно-эксплуатационной базе флота, работал до 1971 г.
- Ижорец-12. Участвовал в советско-финляндской войне, Великой Отечественной войне в качестве тральщика, в августе 1941 г. атакован и потоплен немецкими торпедными катерами.
- Ижорец-13 Буксирный пароход управления «Ленводпуть». Построен в 1938 г. Участвовал в советско-финляндской войне, Великой Отечественной войне в качестве тральщика Краснознаменного Балтийского флота. Погиб 28.08.1941 г. во время Таллинского перехода.
- Ижорец-15. Буксирный пароход «Ленводпути».Участвовал в советско-финляндской войне.
- Ижорец-16. Буксирный пароход «Ленводпути». Участвовал в советско-финляндской войне.
- Ижорец-17. Участвовал в Великой Отечественной войне в качестве тральщика.
- Ижорец-18. Буксир Беломорско-Онежского пароходства, в 1941 году порт приписки Надвоицы. Построен в 1935 г. Участвовал в Великой Отечественной войне в качестве канонерской лодки КЛ-13 Онежской военной флотилии. 31 июля 1942 канлодка со всем экипажем у острова Василисин в Онежском озере от шторма[5].
- Ижорец-20. Буксир Беломорско-Онежского речного пароходства. Построен в 1935 г. участвовал в Великой Отечественной войне, обеспечивая перевод на Волгу и в Белое море недостроенных тральщиков и подлодок. В соответствии с Приказом командующего ВМФ КБФ Трибуца от 22.05.47 в память о заслугах судов перед Родиной на судне была установлена мемориальная доска. Работал в Пиндушской РЭБ флота до 1970 г.
- Ижорец-21. Участвовал в Великой Отечественной войне в качестве тральщика Балтийского флота. Погиб в августе 1941 г.при обороне Моонзундских островов.
- Ижорец-22. Построен в 1935 г. Буксир Беломорско-Онежского пароходства. Приписка Петрозаводск. Участвовал в Великой Отечественной войне в качестве тральщика Балтийского флота. Затонул в сентябре 1941 г. в результате атаки авиации противника[6].
- Ижорец-23 Буксирный пароход Беломорско-Онежского речного пароходства. Построен в 1935 г. Участвовал в советско-финляндской войне, Великой Отечественной войне в качестве тральщика Балтийского флота. Интернирован в Швеции в сентябре 1941 г., после войны возвращен в пароходство. Порт приписки Беломорск. Списан в 1963 г.
- Ижорец-24 1938-1940. Буксир Северного речного пароходства.
- Ижорец-25. Буксирный пароход Шекснинского речного пароходства. Построен в 1935 г. Участвовал в Великой Отечественной войне в качестве тральщика Балтийского флота.
- Ижорец-26. Буксирный пароход Северо-Западного речного пароходства. Участвовал в советско- финляндской и Великой Отечественной войнах в качестве тральщика Балтийского флота Погиб 21 июня 1944 г.
- Ижорец-27. Буксирный пароход Беломорско-Онежского речного пароходства. Построен в 1935 г. Участвовал в Великой отечественной воене в качестве тральщика и буксира Батийского флота и Ладожской флотилии[7]. После войны — порт приписки Петрозаводск. Работал в пароходстве на Беломорско-Балтийском канале до 1968 г.
- Ижорец-29. Буксирный пароход Беломорско-Онежского речного пароходства. Построен в 1935 г. В 1941 г. порт приписки Повенец. Участвовал в советско-финляндской войне, Великой Отечественной войне. Участвовал в обороне Моонзундских островов. Погиб в сентябре 1941 г. в районе Ханко.
- Ижорец-30 Буксирный пароход Северо-Западного и Беломорско-Онежского пароходств. Построен в 1936 г. Участвовал в советско-финляндской и Великой Отечественной войнах. В соответствии с Приказом командующего ВМФ КБФ Трибуца от 22.05.47 в память о заслугах судов перед Родиной на судне была установлена мемориальная доска на судах гражданских организаций.  В 1946 г. капитан Хямяляйнен Альберт Матвеевич. В 1953 судно передалось в 6 ОРАС ГВРУ. В 1960-х годах перестроен в теплоход «Энтузиаст», работает в Северном пароходстве[8]. В 2015 г. на теплоходе была восстановлена мемориальная доска в честь участия судна в Великой Отечественной войне[9].
- Ижорец-31. Буксирный пароход Шекснинского речного пароходства. Построен в 1936 г. Участвовал в советско-финляндской войне, Великой Отечественной войне в качестве тральщика Краснознаменного Балтийского флота. Погиб в сентябре 1944 г.
- Ижорец-32. Буксирный пароход Беломорско-Онежского речного пароходства. Построен в 1936 г. Участник Великой Отечественной войны в качестве тральщика Ладожской озерной флотилии Погиб 3 августа 1944 г. на мине.
- Ижорец-33. Буксирный пароход Беломорско-Онежского речного пароходства. Построен в 1936 г. Участвовал в советско-финляндской войне, Великой Отечественной войне в качестве тральщика Балтийского флота и Ладожской военной флотилии. После войны приписан к пристани Петрозаводск. Работал до 1971 г.
- Ижорец-34. Буксирный пароход Беломорско-Онежского речного пароходства. Построен в 1936 г. Участвовал в советско-финляндской войне, Великой Отечественной войне в качестве тральщика Балтийского флота. Интернирован в Швеции в сентябре 1941 г.
- Ижорец-35 Построен в 1936 г. Буксирный пароход Шекснинского речного пароходства, Северо-Западного речного пароходства. Построен в 1936 г. Участвовал в советско-финляндской войне, Великой Отечественной войне в качестве тральщика Балтийского флота, Ладожской флотилии. После войны порт приписки — Череповец.
- «Азнефтеразведка».
- Ижорец-37. Буксир Северо-Западного речного и Беломорско-Онежского пароходств в 1939-1942 гг.
- Ижорец-38 Буксирный пароход Беломорско-Онежского речного пароходства. Построен в 1936 г. Участвовал в советско-финляндской и Великой Отечественной войнах в качестве тральщика Балтийского флота и Ладожской флотилии. В соответствии с Приказом командующего ВМФ КБФ Трибуца от 22.05.47 в память о заслугах судов перед Родиной на судне была установлена мемориальная доска. В 1947 году кроме буксировки судов осуществлял пассажирские рейсы на линии Петрозаводск-Соломенное.
- Ижорец-39. Буксирный пароход Северо-Западного речного пароходства. Построен в 1936 г. . Участвовал в советско-финляндской и Великой Отечественной войнах в качестве тральщика Балтийского флота Погиб в июне 1944 г. от подрыва на мине.
- Ижорец-42. Участвовал в Великой Отечественной войне в качестве тральщика[10].
- Ижорец-43. Участвовал в Великой Отечественной войне в качестве тральщика Балтийского флота, Работал на Рыбинском водохранилище [11][12].
- Ижорец-44 Построен в 1936 г. Буксир Беломорско-Онежского пароходства. Приписка Петрозаводск. Работал до 1965 г.
- Ижорец-45. Буксир Беломорско-Онежского пароходства. Построен в 1937 г. Приписка Петрозаводск. Участвовал в Великой Отечественной войне. В 1945 г. обеспечивал линию Стеклянное – Подпорожье на реке Водле. Работал в БОПе по 1970 г.
- Ижорец-46. Буксир Беломорско-Онежского пароходства. Построен в 1937 г. Приписка Петрозаводск. Участвовал в Великой Отечественной войне. Работал в БОПе по 1972 г. Списан в 1972 г.
- Ижорец-47 Буксир Беломорско-Онежского пароходства. Построен в 1937 г. Приписка Петрозаводск. Работал в БОПе по 1941 г.
- Ижорец-48 Буксир Беломорско-Онежского пароходства. Построен в 1937 г. Приписка Петрозаводск.
- Ижорец-50 Буксир Беломорско-Онежского пароходства. Построен в 1937 г. Приписка Петрозаводск. Участвовал в Великой Отечественной войне. После войны приписан к пристани Беломорск. Работал в БОПе по 1960 г.
- Ижорец-53. Буксирный пароход Беломорско-Онежского речного пароходства. Построен в 1937 г. Участник Великой Отечественной войны. Потоплен в результате авианалета противника 30 ноября 1941 г.
- Ижорец-59. Построен в 1937 г. буксир Беломорско-Онежского пароходства.
- Ижорец-63. Буксирный пароход Шекнинского речного пароходства. Участвовал в советско-финляндской войне, Великой Отечественной войне в качестве тральщика Балтийского флота, Ладожской флотилии. После войны в СЗРП, приписан к Череповцу.
- Ижорец-64. Буксирный пароход треста "Свирьстрой". Участвовал в Великой Отечественной войне в качестве тральщика Балтийского флота
- Ижорец-65. Буксирный пароход Беломорско-Онежского речного пароходства. Построен в 1938 г. Участвовал в советско-финляндской войне, Великой Отечественной войне в качестве тральщика Балтийского флота. Капитан - Леонид Кузько.После войны — приписка — пристань Петрозаводск.В соответствии с Приказом командующего ВМФ КБФ Трибуца от 22.05.47 в память о заслугах судов перед Родиной на судне была установлена мемориальная доска. После списания судна в 1962 г. доска передана в Карельский государственный краеведческий музей, где и хранится в настоящее время[13].
- Ижорец-66. Буксирный пароход треста "Свирьстрой" Спецгидростроя НКВД. Участвовал в Великой Отечественной войне в качестве тральщика Балтийского флота и Ладожской флотилии.
- Ижорец-69. Буксирный пароход Беломорско-Онежского речного пароходства. Построен в 1938 г. Порт приписки Беломорск. Участвовал в советско-финляндской войне, Великой Отечественной войне в качестве тральщика Балтийского флота, Ладожской флотилии.
- Ижорец-70. Буксирный пароход Кронштадтского морского завода. Построен в 1937 г. Участвовал в Великой Отечественной войне в качестве тральщика Балтийского флота.
- Ижорец-71. Буксирный пароход треста "Свирьстрой" Спецгидростроя НКВД. Построен в 1938 г. Участвовал в Великой Отечественной войне в качестве тральщика Балтийского флота.
- Ижорец-75. Буксирный пароход треста "Свирьстрой" Спецгидростроя НКВД. Построен в 1938 г. Участвовал в Великой Отечественной войне в качестве тральщика Балтийского флота.
- Ижорец-81. Буксирный пароход Беломорско-Онежского речного пароходства. Построен в 1937 г. В 1940 г. порт приписки Повенец. Участвовал в Великой Отечественной войне в качестве тральщика Балтийского флота, Ладожской флотилии. После войны приписан к пристани Медвежья Гора. С сентября 1946 г. переоборудован в пассажирское судно и ходил на линии Петрозаводск-Ламбасручей[14] Списан в 1962 г.
- Ижорец-82. Буксирный пароход Беломорско-Онежского речного пароходства. Построен в 1937 г. В 1940 г. порт приписки Надвоицы. Участвовал в Великой Отечественной войне в качестве тральщика Балтийского флота, Ладожской флотилии. Погиб 5 декабря 1944 г. в Усть-Двинске.
- Ижорец-83. Буксирный пароход Беломорско-Онежского речного пароходства. Построен в 1937 г. Участвовал в Великой Отечественной войне в качестве тральщика Балтийского флота, в обороне Моонзундских островов. Интернирован в Швеции в сентябре 1941 г. После возвращен в пароходство, где работал до 1960 г.
- Ижорец – 84. Буксирный пароход Северо-Западного речного пароходства.
- Ижорец-87. Участвовал в Великой Отечественной войне в качестве буксира.
- Ижорец-88. Участвовал в Великой Отечественной войне в качестве буксира на Балтийском море.
- * Ижорец-90. Буксир Беломорско-Онежского пароходства. Построен в 1931 г. Принадлежал к другой серии судов (размеры 75х5,5х2,05). В 1940 году порт приписки — Надвоицы.
- Ижорец-91. Участвовал в Великой Отечественной войне в качестве тральщика. 1 июня 1942 года подорвался на мине и затонул на Северном кронштадтском фарватере. Погибли 7 человек личного состава и 42 морских пехотинца[15].
- Ижорец-92. Участвовал в Великой Отечественной войне в качестве буксира.
- Ижорец-93. Участвовал в Великой Отечественной войне в качестве буксира.
- Ижорец-94. Участвовал в Великой Отечественной войне в качестве тральщика.
- Ижорец-95. Участвовал в Великой Отечественной войне в качестве тральщика.
- «Антикайнен». Построен в 1935 году. В 1941 году порт приписки — Повенец. Буксирный пароход Беломорско-Онежского речного пароходства. Участвовал в Великой-Отечественной войне, погиб 26.08.1944 г. у о. Гогланд.
- «Фурманов». Буксирный пароход Беломорско-Онежского пароходства и Северо-Западного речного пароходства. Построен в 1939 году. Участвовал в Великой Отечественной войне, в качестве буксира и тральщика[16].
- «Щорс» Построен в 1935-1936 годах. Буксир Беломорско-Онежского пароходства, порт приписки Беломорск. Участвовал в Великой Отечественной войне в качестве канлодки[17].